# Ernie Smith
Ernest R. „Ernie“ Smith (* 1924 oder 1925; † 8. April 2004) war ein US-amerikanischer Jazz-Historiker, Sammler und Autor, der sich insbesondere mit den Themen Jazz und Jazztanz im Film beschäftigte.

## Leben und Wirken
Ernie Smith begann bereits in seiner Jugend in Pittsburgh, Pennsylvania, sich mit Jazz und Jazztanz zu beschäftigen. Schon früh entdeckte er, dass Jazzmusik beim Tanzen am meisten geschätzt wird. Er wurde ein versierter Lindy-Hop-Tänzer, der sowohl weiße als auch afroamerikanische Ballsäle besuchte. Er arbeitete als Artdirector einer New Yorker Werbeagentur und war auch ein Filmliebhaber. Nachdem er 1954 eine Jazzklasse an der New School besucht hatte, die von Marshall Stearns, einem der zu dieser Zeit führenden Jazzwissenschaftler, unterrichtet wurde, begann er, Beispiele für Jazz und Jazztanz im Film zu sammeln.
Im Laufe der Erstellung seiner Filmsammlung wurde Smith zu einer der führenden Autoritäten für Jazz und Jazz-Tanzfilme. Er arbeitete 1964 mit Stearns an dem Buch Jazz Dance zusammen. Er schrieb den Eintrag über Jazzfilme für die 1988 erschienene Ausgabe des New Grove Dictionary of Jazz. Neben dem Aufbau seiner Filmsammlung erstellte er Kompilationen für Vorträge zu bestimmten Themen – der Geschichte des Jazz, des Gesellschaftstanzes, des Stepptanzes, zu Duke Ellington und dem Lindy Hop – und hielt Vorträge und Filmvorführungen im In- und Ausland. Er lieferte auch Filmmaterial für zahlreiche Dokumentarfilme und unterhielt aktive Beziehungen zu Filmemachern, anderen Filmsammlern, Jazzwissenschaftlern, der Swing-Dance-Community und Musikern. 1993 übergab Smith seine Filmsammlung an das Archivzentrum der Smithsonian Institution.

## Die Ernie Smith Jazzfilm-Sammlung der Smithsonian Institution
Die Ernie Smith Jazzfilm-Sammlung besteht aus 352 Rollen 16-mm-Kinofilm; der größte Teil der Filmsammlung besteht aus 16-mm-Schwarzweiß- und Tonaufnahmen (Composite Optical Track Print), obwohl einige Titel Stummfilme oder Farbfilme sind. Hierzu gehören auch Kompilationen, die von Ernie Smith für seine Vorträgen erstellt wurden. Schwerpunkte der Sammlung sind die Bereiche Jazztanzstile wie Lindy Hop und Tap, Übersichten über Jazzmusiker und -stile; spezielle Jazzmusiker, darunter Duke Ellington, Louis Armstrong, Cab Calloway, Woody Herman, Artie Shaw, Bob Crosby, Lionel Hampton, Count Basie, Jack Teagarden sowie eine breite Palette von Sängerinnen; ferner eine Dokumentation der New Yorker Jazz- und Clubszene. Die Sammlung umfasst Spielfilme und Auszüge aus Spielfilmen mit Jazzbezug, Soundies und anderen Kurzfilmen, Fernsehbeiträge und Dokumentarfilme. Zuletzt lebte er in Bolton Landing im Warren County, New York.